# Papuagrion
Papuagrion (лат.) — род стрекоз из семейства стрелок (Coenagrionidae).

## Описание
Окраска груди изменчива, у самцов сверху всегда с узкой темно-металлической сине-зелёной полосой. На коготках лапок имеется нижний зубец, который отсутствует или рудиментарен у близкого рода Teinobasis. Размах крыльев от 21 до 35 мм. Длина тела личинок около 10 мм. Хвостовые жабры расширены и пигментированы.

## Экология
Имаго летает вдали от воды Личинки всех видов развиваются в пазухах листьев пандана. Они могут ходить по листьям, а в воде проводят лишь часть времени.

## Систематика
Род описан швейцарским энтомологом Фридрихом Рисом. Большинство видов описаны нидерландским энтомологом Морисом Лифтинком. В состав рода включают 28 видов, в том числе.
- Papuagrion auriculatum Lieftinck, 1937
- Papuagrion carcharodon Michalski & Oppel, 2007
- Papuagrion chrysosoma Orr & Richards, 2016
- Papuagrion corruptum Lieftinck, 1938
- Papuagrion degeneratum Lieftinck, 1937
- Papuagrion digitiferum Lieftinck, 1949
- Papuagrion ekari Lieftinck, 1949
- Papuagrion flavipedum Lieftinck, 1949
- Papuagrion flavithorax (Selys, 1878)
- Papuagrion fraterculum Lieftinck, 1937
- Papuagrion insulare Lieftinck, 1949
- Papuagrion laminatum Lieftinck, 1937
- Papuagrion magnanimum (Selys, 1876)
- Papuagrion marirobiOrr & Richards, 2016
- Papuagrion marijanmatoki Orr & Richards, 2016
- Papuagrion nigripedum Theischinger & Richards, 2006
- Papuagrion occipitale (Selys, 1877}
- Papuagrion oppositum Lieftinck, 1949
- Papuagrion pandanicolum Lieftinck, 1949
- Papuagrion perameles Lieftinck, 1949
- Papuagrion pesechem Lieftinck, 1949
- Papuagrion prothoracale Lieftinck, 1935
- Papuagrion rectangulare Lieftinck, 1937
- Papuagrion reductum Ris, 1913
- Papuagrion rufipedum Lieftinck, 1937
- Papuagrion spinicaudum Lieftinck, 1937
- Papuagrion stellimontanum Orr & Richards, 2016
- Papuagrion tydecksjuerging Orr & Richards, 2016

## Распространение
Встречается на острове Новая Гвинея и на островах Ару, Биак и Япен. В горах встречается до высоты 3000 м над уровнем моря.